# Se fossi in te...
Se fossi in te... (Si j'étais vous) è un romanzo di tipo fantastico e filosofico pubblicato nel 1947 dallo scrittore Julien Green. In italiano è apparso inizialmente con il titolo Essere un altro (1951), nella traduzione di Enrico Piceni.
Il libro è stato tradotto in inglese, spagnolo, polacco, tedesco e giapponese.

## Trama
Parte prima - Fabien Especel  è un giovane scontento di essere povero, brutto, gracile. La sera del mercoledì Santo vive in modo lacerante la necessità di mantenersi puro (dopo aver fatto la propria confessione, in attesa di ricevere l'Eucaristia) e il desiderio di soddisfare il proprio piacere con una donna, con la quale ha un appuntamento. A notte inoltrata, all'imboccatura di un passage, incontra un vecchio signore di nome Brittomart che, dopo essersi definito un subalterno del Diavolo, gli offre il dono di entrare nel corpo di un'altra persona, con una semplice formula. Fabien pensa di aver sognato tutto, ma l'occasione di sperimentare il nuovo dono gli giunge quanto prima.
Presentatosi al lavoro in ritardo, di botto decide di provare a sostituirsi al suo principale, il signor Poujars, uomo che detesta. Rimasti a tu per tu, lo scambio avviene e, nei panni di Poujars, ordina che il povero Fabien, incosciente per una sincope, sia riportato da sua madre, provvisto anche di una somma di denaro considerevole. Poi va in banca a prendere altro denaro, in previsione di un'altra trasformazione. Si è accorto che Poujars ha una salute malandata, deve sottostare a molte attenzioni e, troppo preso dagli affari, è inaridito e infelice. Incontrato un giovane molto robusto e rozzo, tale Paul Esmenard, gli fa scivolare in tasca la busta col denaro e con il suo nome e indirizzo, poi trasmigra. Ma Paul è un bestione: innamorato di Berthe, alla quale fa solo paura, la raggiunge a casa e, in un impeto incontrollabile, la strangola.
A questo punto interviene Brittomart che toglie Fabien dalla situazione, trovandogli un altro ospite: Emmanuel Fruges. Si tratta di un trentenne che traduce testi ecclesiastici dal latino. Fruges ha un carattere simile a quello di Fabien: amore per le lettere, religiosità esasperata e continue lacerazioni dell'animo. Questa permanenza è tanto dolorosa per Fabien da indurlo a tentare di passare nel corpo di un bambino di sei anni: Georges. Ma l'innocenza assoluta del piccino e la sua paura di fronte alle lusinghe di Fruges/Fabien rendono impossibile la metamorfosi. Un analogo fallimento avviene con il direttore di un albergo che ha tentato Fruges, ma che si ribella e rifiuta di ascoltare la formula. L'orrore si impadronisce di lui che inutilmente si aggira per la città notturna.
Parte seconda - In una casa borghese, la famiglia di zio Firmin si prepara a una giornata laboriosa. L'anziano signore vive con i quattro giovani nipoti (André e Camille, Stéphanie ed Élise). Tirannico, untuoso, molto bigotto, Firmin ha spadroneggiato sui quattro ragazzi, arrivando al punto di far sposare Camille e Stéphanie (senza disposizione reciproca) e a togliere dalla scuola  André (per qualche ragazzata in collegio) e metterlo a lavorare da un suo amico. L'infelicità pervade tutto il gruppo e la sola Stéphanie compiace lo zio, avendo ottenuto da lui ciò che desiderava: un matrimonio e la permanenza nella casa. Élise invece è innamorata di Camille e soffre per la convivenza forzata; Camille a sua volta si considera giustamente raggirato dalle nozze non volute; teme inoltre per il fratello André, per il quale chiede inutilmente il perdono allo zio.
Dopo colazione, Firmin esce con André e Camille. Mentre sono per strada li avvicina un tale che poco dopo cade al suolo. È Fruges che, scartati gli altri, si è incarnato in Camille. Questa volta la metamorfosi però ha risultati imprevisti: Camille comprende ciò che gli è successo e, dopo un primo sconcerto, decide di sbarazzarsi dell'ospite. Per strada e poi a casa, trova la forza di ribellarsi allo zio, di fare i conti con la detestata moglie e di uscire alla ricerca del misterioso Fabien. Anche André e Élise comprendono che Camille ha subito qualcosa di spaventoso e sono pieni di paura. Camille esce di casa e, girando a vuoto per la città, ogni tanto arriva a un passage: qui può chiamare a gran voce Fabien, senza destare sospetto nei passanti. Arriva alla casa dove è morta Berthe, ma fugge per un istintivo moto di terrore. Poi finalmente giunge alla casa dove Fabien è curato da una signora anziana.

Da giorni incosciente, Fabien si desta per sentire la voce di Camille attraverso la porta: la formula funziona e Camille fugge per non tornare più. Miracolosamente sveglio, Fabien è di nuovo se stesso e la madre (che lo cura assieme alla nonna) gli impone di rimanere a riposo. Ma l'insaziabilità di cui ha dato finora prova gli fa chiedere un foglio bianco dove scrive i nomi di Fruges, Camille e Brittomart. Poi si addormenta per sempre, vegliato dalla madre. 

## Personaggi
- Fabien Especel, impiegato (23 anni), riformato per problemi cardiaci, scontento del suo aspetto e della sua povertà.
- Brittomart, anziano signore.
- Poujars, principale di Fabien.
- Paul Esmenard, operaio forte e rozzo.
- Berthe, ragazza di cui Esmenard è innamorato.
- Emmanuel Fruges, 30 anni, traduttore di libri ecclesiastici, anch'egli poverissimo e scontento.
- Georges, bimbo di sei anni.
- Zio Firmin, uomo avaro e bigotto, di circa 70 anni, è a capo di una famiglia allargata.
- Stéphanie, figlia di un parente povero di Firmin; orfana e moglie di Camille.
- Élise, cugina di Stéphanie (il cui padre era suo tutore), orfana, ha tre anni meno della cugina.
- Camille, figlio della sorella maggiore di Firmin, orfano e sposato a Stèphanie.
- André fratello minore di Camille, ha 15 anni.
- signora Especel, madre di Fabien.
- Signora Fève, nonna materna di Fabien.

## Opere derivate
Nel 1971 è stato prodotto per la televisione il film Si j'étais vous, sceneggiatura di Julien Green, regia di Ange Casta; con Dominique Maurin, Patrick Dewaere, Grégoire Aslan, Jacques Debary, Gérard Darrieu, Henri Virlojeux. Musica di Marius Constant.

## Edizioni
- (FR)  Julien Green, Si j'etais vous..., frontespizio di Christian Bérard, Paris: Plon, 1947
- Julien Green, Essere un altro: romanzo, traduzione di Enrico Piceni, Milano: Mondadori, 1951
- Julien Green, Se fossi in te..., traduzione di Clio Pizzingrilli, Macerata: Quodlibet, 2003 (com duplice prefazione dell'autore e postfazione di Clio Pizzingrilli)